# Friedrich Heiss
Friedrich Heiss (auch: Heiß) (* 7. Oktober 1897 in Pilsen; † 25. Dezember 1970 in Bergen (Chiemgau)) war ein österreichischer völkisch-nationalistischer Publizist und Funktionär.

## Leben

### Jugend und bündische Zeit
Heiss erhielt von 1915 bis 1918 eine Ausbildung an der Infanteriekadettenschule in Prag. 1919 wurde er als Fähnrich des k. u. k. Infanterie-Regiments 97 aus dem Militärdienst entlassen. Von 1919 bis 1923 studierte er Germanistik, Geschichte, Geografie und Kunstgeschichte in Wien.
1912 trat er in die Ortsgruppe Linz des österreichischen Wandervogels ein. 1919 hatte er in der Ortsgruppe Wien engen Kontakt mit dem exponiert völkischen Wandervogelführer Karl Ursin. 1920 schloss er sich der Wandervogel-Älterenvereinigung Jungdeutscher Bund an. Von 1921 bis 1923 gehörte Heiss dem Freikorps Oberland an. Zudem war er Mitglied der Deutschen Akademischen Gildenschaft und gut mit vielen anderen Akteuren und Organisationen der völkischen Bündischen Jugend und der politischen Rechten vernetzt. Unter anderem trat er als Mitherausgeber von Zeitschriften für den Deutschen Mittelschülerbund, den Deutschen Schulverein und den Deutschen Schutzbund auf.
1923 wechselte Heiss mit einem Stipendium des Instituts für Grenz- und Auslandsstudien nach Berlin. Dort gründete er 1924 den Verlag Volk und Reich, der bis zum Ende des Dritten Reiches schätzungsweise bis zu 500 Publikationen veröffentlichte. Im folgenden Jahr erschien die erste Ausgabe der gleichnamigen Zeitschrift unter Heiss' Herausgeberschaft, die bis 1945 Bestand haben sollte.
1925 war er Gründer und Leiter der Mittelstelle für Jugendgrenzlandarbeit. In dieser Mittelstelle versuchten die Bünde ihre Fahrten- und Propagandatätigkeit in den deutsch besiedelten Gebieten außerhalb der Reichsgrenzen sowie die Verbindung zwischen dem Deutschen Reich und Österreich zu stärken. 1926 war er der Leiter des ähnlich gelagerten Grenzlandamts im Deutschen Hochschulring. Zudem gab er 1926 den Anstoß für die erste Auslobung des Adalbert-Stifter-Preises.
1931 bis 1933 war Heiss Schriftleiter des Zwiespruchs, einer wichtigen Zeitschrift der bündischen Bewegung. 1932 organisierte er die Haydn-Feier als letzte große Zusammenkunft der Bündischen Jugend.

### Anschluss an den Nationalsozialismus
Am 17. Dezember 1931 trat Heiss in die Hitlerjugend (HJ) ein. In der nationalistischen Szene der Zeit waren solche Mehrfachmitgliedschaften in zum Teil konkurrierenden Organisationen, wie HJ und Bündische, durchaus verbreitet. In der Abteilung Ausland der HJ übernahm Heiss die Leitung der Schulungsarbeit. 1937 wurde er als Oberbannführer (entspricht einem Oberst) im Stab des Reichsjugendführers Baldur von Schirach geführt. 1936 fungierte er als Beisitzer im Obersten Ehren- und Disziplinarhof der Deutschen Arbeitsfront.
Am 21. Juni 1937 beantragte Heiss die Aufnahme in die NSDAP, er wurde zum 1. Dezember desselben Jahres aufgenommen (Mitgliedsnummer 3.914.246) und trat am 30. Januar 1941 in die SS ein (SS-Nummer 365.155). Dort wurde er sofort als Obersturmbannführer in den persönlichen Stab Heinrich Himmlers aufgenommen. 1943 wurde Heiss zum SS-Standartenführer befördert.

### Wirken in der Nachkriegszeit
1945 wurde Heiss vom amerikanischen Militär interniert. Danach war er wieder in Österreich tätig, wo er sich mit anderen ehemaligen NS-Funktionsträgern und der Österreichischen Volkspartei vernetzte. So nahm er 1949 an der Oberweiser Konferenz teil, die beide Gruppierungen enger zusammenbringen sollte. Heiss wird in der Teilnehmerliste als Verleger aus Linz geführt.

## Schriften (Auswahl)
- Deutsche Revolution: Die Wende eines Volkes, Berlin 1933
- Das Saarbuch: Schicksal einer deutschen Landschaft, Berlin 1934
- Der grosse Auftrag: Vier Jahre deutscher Werkarbeit 1933–1936, Berlin 1937
- Böhmen und Mähren, 1943